# Cucurbita ecuadorensis
Cucurbita ecuadorensis là một loài thuộc chi Bí, phát hiện năm 1965, mọc dại ở Ecuador. Nhiều nhiều loài bầu bí, đây là cây bò/leo, thường leo bám lên các loài cây khác. Nó hiện chỉ được ghi nhận ở hai tỉnh Guayas và Manabi miền tây Ecuador. Có bằng chứng về việc nó được thuần hóa khoảng 10.000 năm trước, có lẽ để lấy hạt, song hiện người ta không còn trồng loài này nữa. C. ecuadorensis có tính chống chịu với nhiều bệnh thường gặp ở các loài Cucurbita, do vậy được dùng để lai giống nhằm tạo tính chống chịu ở nhiều loài bí thường gặp. IUCN xem Cucurbita ecuadorensis là loài dễ thương tổn. Loài này được bảo tồn trong vườn quốc gia Machalilla.